# آسگریا
آسگریا (به لاتین: Asgeriya) یک منطقهٔ مسکونی در سری‌لانکا است که در استان مرکزی (سری‌لانکا) واقع شده‌است.